# Tomografia crioelettronica

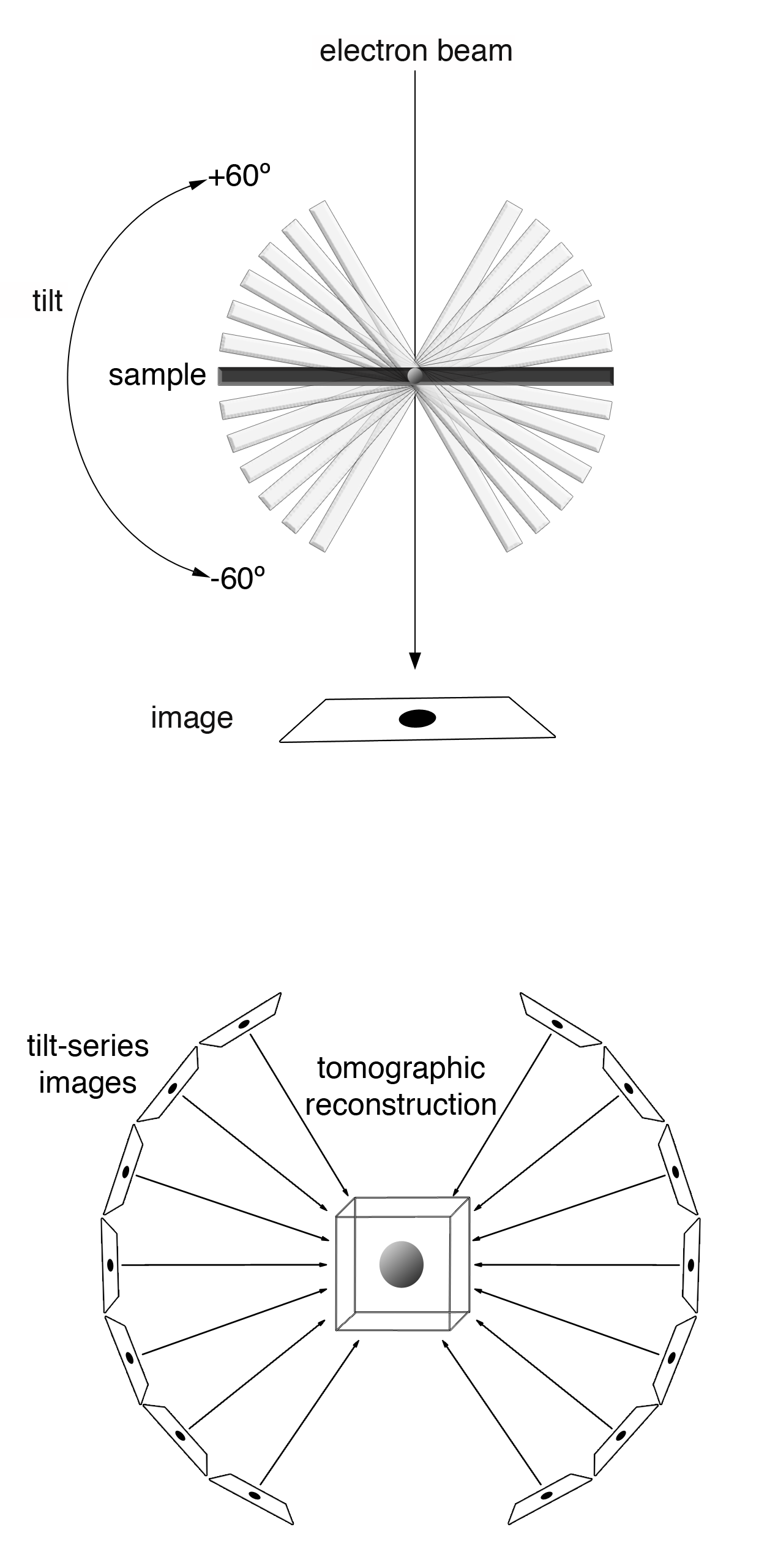
Lo schema mostra il concetto di tomografia elettronica. Un campione viene esaminato a varie angolazioni, e vengono di conseguenza ottenute varie immagini ad angoli differenti. L'elaborazione compiuterizzata di questa serie di immagini permette di ottenere una particolare ricostruzione tridimensionale del campione, detta tomogramma, dove ogni immagine rappresenta un singolo "strato" dello stesso.

La tomografia crioelettronica è una applicazione della microscopia crioelettronica, che permette di realizzare una ricostruzione tridimensionale ad alta risoluzione (~ 4 nm) di campioni, tipicamente macromolecole biologiche e cellule, da immagini bidimensionali ottenute a varie angolazioni.
.